# Menhir von Berga
Der Menhir von Berga (auch Langer Stein oder Hoher Stein genannt) ist ein Menhir bei Berga im Landkreis Mansfeld-Südharz in Sachsen-Anhalt.

## Lage und Beschreibung
Der Stein stand ursprünglich in einem Feld in der Thyra-Aue. Dort markierte er als Grenzstein die östliche Grenze des Kurfürstentums Braunschweig-Lüneburg. Später wurde er umgesetzt und befindet sich heute zwischen Berga und Bösenrode, unmittelbar westlich der Landstraße 236.
Der Menhir besteht aus rötlichem Sandstein. Seine Höhe beträgt 150 cm, die Breite 70 cm und die Tiefe 50 cm. Er ist blockförmig und läuft in einer schrägen Spitze aus. Auf der Südost-, Südwest- und Nordostseite weist er mehrere Rinnen auf, von denen einige als Wetzrinnen, andere als Pflugspuren gedeutet werden. Die Südostseite weist außerdem zwei eingeklopfte Winkel und die eingeritzten Buchstaben A und H auf.
Funde aus der Umgebung des Steins stammen aus der Bandkeramik, der Schnurkeramikkultur, der Hallstattzeit und aus dem Mittelalter.

## Der Menhir in regionalen Sagen
Um die Herkunft des Menhirs rankt sich eine in mehreren Varianten überlieferte Sage: Demnach soll einst wahlweise eine Riesin, der Riese Goliath oder eine Prinzessin vom Harz in den Kyffhäuser gegangen sein und bei Berga ihren (bzw. seinen) Schuh ausgeschüttet haben, wobei der Stein zurückblieb. Teilweise wird auch erzählt, dass der Stein ursprünglich ganz klein gewesen und erst allmählich auf seine heutige Größe gewachsen sei.